# Jonatan Philippe
Jonatan Philippe (Buenos Aires, 24 de enero de 1988) es un futbolista argentino. Se desempeña como centrodelantero y su equipo actual es Club Sociedad Pro Fomento Valdés, liga de 25 de mayo

## Trayectoria
Provieniente de las divisiones inferiores del Club Atlético Huracán En su paso por Huracán, con solo 3 años en las categorías inferiores logró consolidarse como el Máximo Goleador Histórico del club de Parque Patricios, Philippe "El Francés" llegó a Boca Juniors en octubre de 2007, donde logró 2 campeonatos de categoría reserva y en agosto del año  siguiente debutó en la Primera División donde se consagró Campeón nuevamente con Carlos Ischia como entrenador.
Con este antecedente y ante la severa lesión del delantero titular Martín Palermo, Jonathan Phillippe hizo su debut en Primera División, nada más ni nada menos que contra su ex-club, Club Atlético Huracán. Ingresó en el segundo tiempo en reemplazo del delantero Ricardo Noir. Su camiseta del debut fue la número 30.
Luego de ese debut, Philippe volvió a calzarse la camiseta de Boca pero esta vez como titular, enfrentando en el partido de ida por los octavos de final de la Copa Sudamericana, a la Liga Deportiva Universitaria de Quito. Integrando una formación con mayoría de juveniles, tuvo una destacada actuación llegando y generando peligro constantemente en la valla rival. El resultado fue 4-0 a favor de Boca Juniors. Philippe debutó de manera internacional con la camiseta 24
En 2011 Jonatan Philippe firmó con el club Ferro Carril Oeste en el que se encontrará a préstamo por lo menos durante 6 meses. El jugador manifestó haber tenido un buen recibimiento en dicho club y se mostró feliz de haberse incorporado. Después de esto declaró en una entrevista al diario Olé que tenía muchas ganas de volver a Argentina y que está dispuesto a buscar el ascenso, también se definió como un 9 pendiente del gol, que puede jugar por las bandas y por el centro y que se está poniendo a punto físicamente al no haber hecho pretemporada.
Para el 2012, es fichado por América de Cali. y tras 6 meses sin continuidad retorna a Argentina 
En 2013, vuelve a jugar en su país para salir campeón con Sarmiento de Liga lobense de futbol
En el 2014, tras no mucha continuidad en Brown de Adrogué se incorpora en 2015 a las filas de Alianza Futbol Club de El Salvador donde con una buena cifra de 16 goles y constantes buenas actuaciones se coronó Campeón del Apertura 2015.
En 2016 parte a Grecia, esta vez sería el turno de Agrotikos Agrotikos Asteras teniendo muy buenas actuaciones y anotando 9 goles en 22 partidos. 

## Clubes
| Club                          | País        | Año           |
| ----------------------------- | ----------- | ------------- |
| Boca Juniors                  | Argentina   | 2008 - 2010   |
| Kriens                        | Suiza       | 2010          |
| Ferro Carril Oeste (cedido)   | Argentina   | 2011          |
| Sportivo Luqueño (cedido)     | Paraguay    | 2011 - 2012   |
| América de Cali               | Colombia    | 2013          |
| Brown de Adrogué              | Argentina   | 2014          |
| Alianza Fútbol Club           | El Salvador | 2015 - 2016   |
| Agrotikos Asteras             | Grecia      | 2016 - 2017   |
| Club Sportivo Coronel Dorrego | Argentina   | 2017 - Actual |

## Palmarés
| Torneo        | Club                | País        |
| ------------- | ------------------- | ----------- |
| Apertura 2008 | Boca Juniors        | Argentina   |
| Apertura 2015 | Alianza Fútbol Club | El Salvador |